# 3348 Pokryshkin
3348 Pokryshkin eller 1978 EA3 är en asteroid i huvudbältet som upptäcktes den 6 mars 1978 av den rysk-sovjetiske astronomen Nikolaj Tjernych vid Krims astrofysiska observatorium på Krim. Den har fått sitt namn efter den sovjetiske flygaren Aleksandr Pokrysjkin.
Asteroiden har en diameter på ungefär 15 kilometer.